# Chinesisches Schattentheater

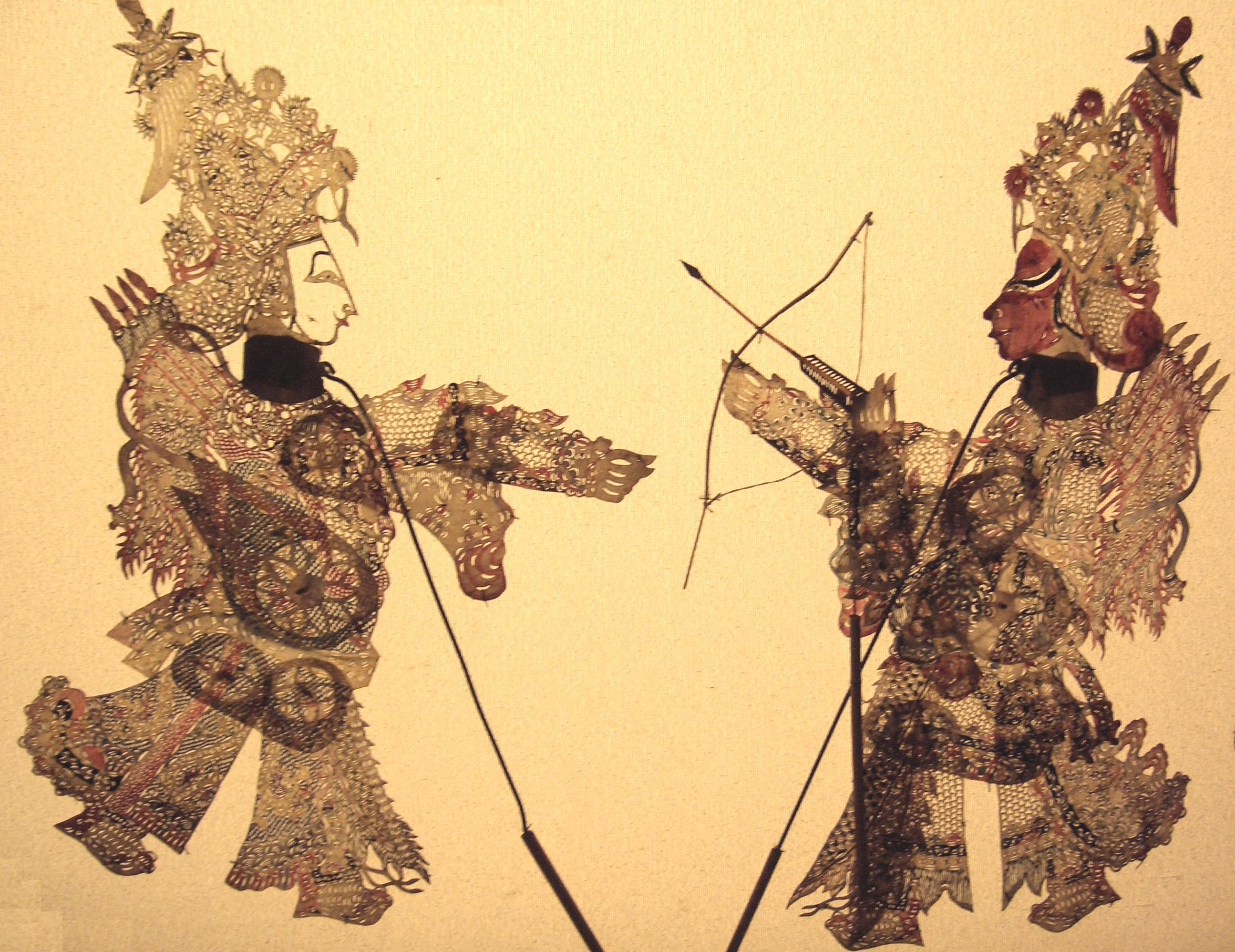
Kriegerfiguren des sog. Qianlong-Satzes

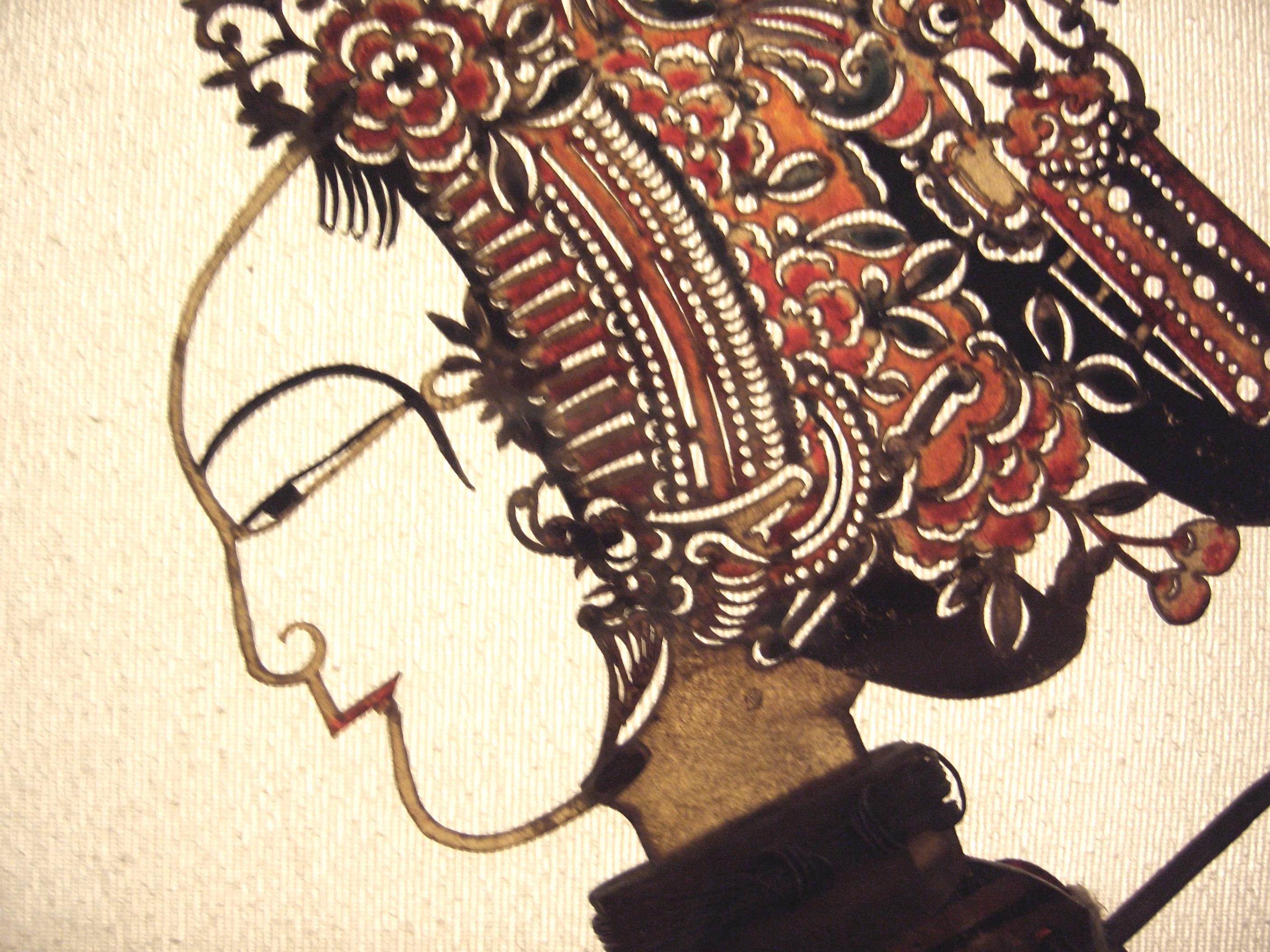
Kaiserin-Figur; Sichuan-Stil - Detail

Das chinesische Schattentheater (皮影戏; píyǐngxì) ist als Sonderform des Puppentheaters ein bedeutender Teil der Chinesischen Volkskunst und zugleich eine nationale Ausprägung der Kunstform Schattenspiel. Bei ihm werden transparente, zweidimensionale Figuren vor einer Lichtquelle dicht hinter einem Schirm bewegt, wodurch deren Umrisse auf die Oberfläche projiziert werden.
Das Chinesische Schattentheater wurde 2011 in die Repräsentative Liste des immateriellen Kulturerbes der Menschheit der UNESCO aufgenommen.

## Entstehung
Über die Entstehung des chinesischen Schattentheaters gibt es unterschiedliche Thesen:
- Teilweise wird vertreten, das Schattentheater habe sich aus Illustrationen zu volkstümlichen buddhistischen Predigten entwickelt. Die Figuren, die sich ursprünglich auf Bildtafeln befunden hätten, seien irgendwann einmal ausgeschnitten und so zu „Papiermenschen“ (zhiren) geworden. Später habe man das Papier dann der größeren Haltbarkeit wegen durch Leder ersetzt und so die „Ledermenschen“ (piren) geschaffen, aus denen schließlich die Schattentheaterfiguren entstanden seien. Ein mögliches Indiz ist der heute im Deutschen Ledermuseum zu Offenbach ausgestellte Spielsatz, der in moralisierender Absicht detailliert die Qualen und Martern der buddhistischen Höllen schildert.
- Nach anderer Auffassung hat sich das Schatten- aus dem Marionettentheater entwickelt. Die bei letzterem unfreiwillig produzierten Schatten hätten die Spieler dazu inspiriert, diese allein als künstlerische Ausdrucksform zu nutzen und ein zweidimensionales Theater zu schaffen.
- Ein dritter Erklärungsansatz sieht den Ursprung des Schattentheaters in der sogenannten Laterne der galoppierenden Pferde. Es handelte sich hierbei um eine mit transparentem Papier umkleidete Trommel, in der von einer Kerze erzeugte heiße Luft ein Rad bewegt; die hieran befestigten Figuren werden von der Kerze als Schemen auf die Papierwand projiziert.
- Ebenfalls als Wurzel für das chinesische Schattentheater wurde das Handschattenspiel ausgemacht, bei der durch geschickte Bewegung der Finger vor einer Lichtquelle Figuren an die Wand projiziert werden. Verbreitet war diese Kunstform traditionell vor allem in Südchina, insbesondere in der Gegend um Guangzhou.

## Geschichte
Erste Hinweise auf die Existenz des Schattentheaters finden sich bereits in der Han-Dynastie. Der Historiker Sima Qian berichtet von einem Mann namens Shaoweng, der für den hinter einem Vorhang sitzenden Kaiser vermittels „magischer“ Praktiken dessen verstorbene Lieblingsfrau Wang auferstehen ließ. Ähnliche Anekdoten finden sich in den Sammlungen Fragmentarisches vom nördlichen Traumsee des Beimeng Suoyang sowie Verlorene Geschichte für den Kaiser des Gao Yanxiu aus der Tang-Zeit. Anders als bei Sima Qian ist dort neben dem Vorhang nunmehr erstmals auch die Lichtquelle, in Form von Kerzen, verbürgt.
Die ersten historisch gesicherten Belege für die Kunstform des Schattentheaters stammen allerdings erst aus der Song-Dynastie. In seinem Werk Zum Ursprung der Dinge schreibt etwa Gao Cheng, dass zur Zeit des Kaisers Renzong (1023–1063) mit Schattentheaterfiguren Begebenheiten aus der Zeit der Drei Reiche nachgespielt worden seien. Auch Wang Zimu erwähnt in seinen Schriften das Schattentheater. Sehr bald entwickelte es sich zu einem professionell betriebenen Gewerbezweig. Laut dem Werk Alte Dinge aus Hangzhou soll es allein in der Hauptstadt der Südlichen Song 22 „Schattenspieler“ gegeben haben – wobei der Begriff überdies als „Schattenspieltruppen“ zu lesen sein dürfte. Die Ensemble schlossen sich in Innungen zusammen und organisierten landesweit Tourneen. Anders als andere Formen des Puppentheaters griffen die Schattenspieler der Song-Zeit thematisch vorwiegend auf historische Stoffe zurück, wobei sich insbesondere die Periode der Drei Reiche großer Beliebtheit erfreute.
In der Yuan-Zeit verbreiteten die mongolischen Fremdherrscher das chinesische Schattentheater bis nach Vorderasien. Ob das indonesische Schattenspiel wayang kulit oder das arabische Schattenspiel auf einen Kulturimport aus China zurückzuführen sind oder ob sie sich aus anderen Ursprüngen entwickelt haben, wird kontrovers diskutiert.

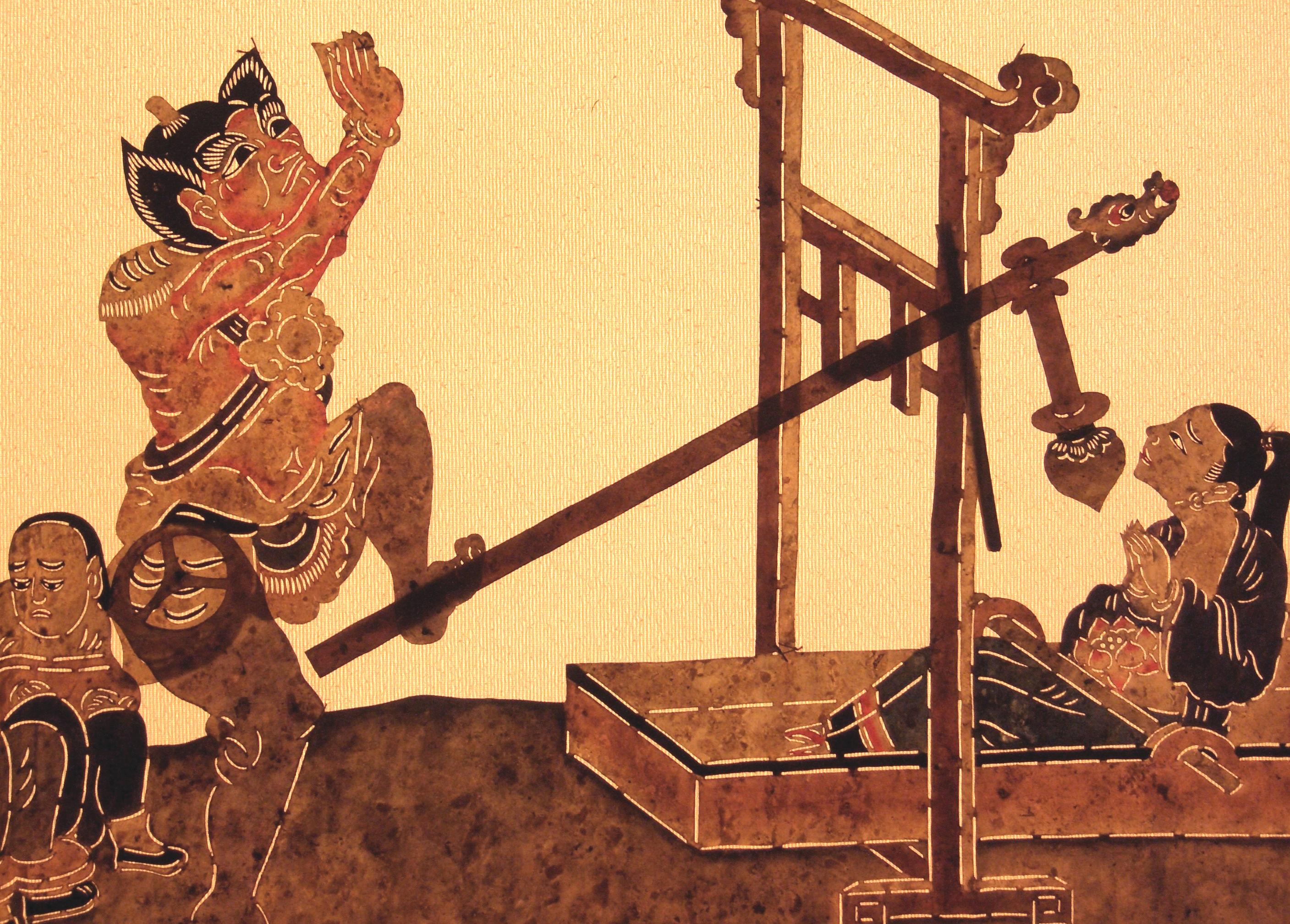
Die buddhistische Hölle im Schattentheater - Die Strafe des Zerschmetterns

In der Ming-Dynastie finden sich Belege für das Schattentheater unter anderem auf der Wand eines 1953 geöffneten Grabes sowie in einem Gedicht des Qu Gu. Insbesondere während der Regierungszeit der Kaiser Wanli und Chongzhen war eine Renaissance buddhistischer Stoffe zu verzeichnen. Häufig gingen die Texte der Stücke auf die „kostbaren Rollen“ (baoquan) zurück. 
Weiterentwickelt wurde das Schattentheater in der Qing-Zeit, wo es Anfang des 19. Jahrhunderts auch seinen Höhepunkt erreichte. Damals bildeten sich endgültig die heute noch bestehenden Regionaltypen sowie die Instrumentierung heraus. Zunehmend wurden die Stoffe nunmehr der Roman- und Unterhaltungsliteratur entnommen; beliebt waren etwa Die Reise nach dem Westen oder Die Geschichte der Weißen Schlange. Daneben fanden sich aber auch verstärkt sozialkritische Töne sowie versteckter Protest gegen die Fremdherrschaft der mandschurischen Qing-Kaiser, was zeitweise zu erheblicher Behinderung und Unterdrückung der Schattenspieler führte. 
Nach der Revolution von 1911 war infolge des Siegeszugs des Kinos sowie der Öffnung öffentlicher Theater auch für Frauen ein Niedergang des Schattentheaters zu verzeichnen. Zahlreiche vornehme Mandschu-Familien verkauften ihre Spielsätze nach Europa oder in die USA. Die Kommunisten schließlich setzten das Schattentheater als Instrument politischer Agitation ein, mit dem sich relativ breite Volksschichten erreichen ließen. Zur Zeit der Kulturrevolution war es indes als Ausdruck des überkommenen Feudalsystems weitgehend geächtet. Im Zuge der Liberalisierung Chinas unter Deng Xiaoping erfuhr das Schattentheater aber erneut eine gewisse Belebung. Bereits 1982 soll es wieder 18 professionell arbeitende Gruppen gegeben haben. Seither gibt es wieder traditionell spielende Gruppen (Guangyi-Truppe). In etwa 10 großen Städten existieren moderne staatliche Schattentheater mit großen Spielschirmen.

## Stile
Im Bereich des Schattentheaters hat sich im Laufe der Zeit eine Vielzahl regionaler Stile herausgebildet, die sich insbesondere hinsichtlich der Figurengröße, der verwendeten Tierhaut und der Schneidewerkzeuge unterscheiden, aber auch hinsichtlich der Musik und des Gesangs.
Die sog. Westgruppe vereinigt die Regionalstile der Provinzen Sichuan, Shaanxi und Hunan. Sie arbeitet mit Rindshaut, für deren Bearbeitung neben Messern auch Stanzeisen verwendet werden.
Die vor allem in Peking sowie Nordostchina verbreitete Ostgruppe indes lässt sich noch einmal unterteilen in den Stil der Pekinger Weststadt (xīchéngpài; 西城派) und den der Oststadt (dōngchéngpài; 东城派). Der Weststadtstil ist im Bezirk Zhuozhou (Provinz Hebei, 50 km südwestlich von Peking) entstanden und hat sich von dort u. a. in die Provinzen Henan, Shanxi und Shaanxi ausgebreitet, möglicherweise auch nach Gansu – wo er nach anderer Auffassung originär beheimatet gewesen sein soll. Der Oststadtstil stammt aus dem 200 km östlich von Peking gelegenen Luanzhou, wo er zu Beginn der Ming-Dynastie von Immigranten aus dem Süden geschaffen wurde. In der Qing-Zeit brachte es der mandschurische Adel in die neue Hauptstadt Peking und von dort schließlich in seine ehemalige Heimat, die Mandschurei.

## Die Figuren

### Aufbau

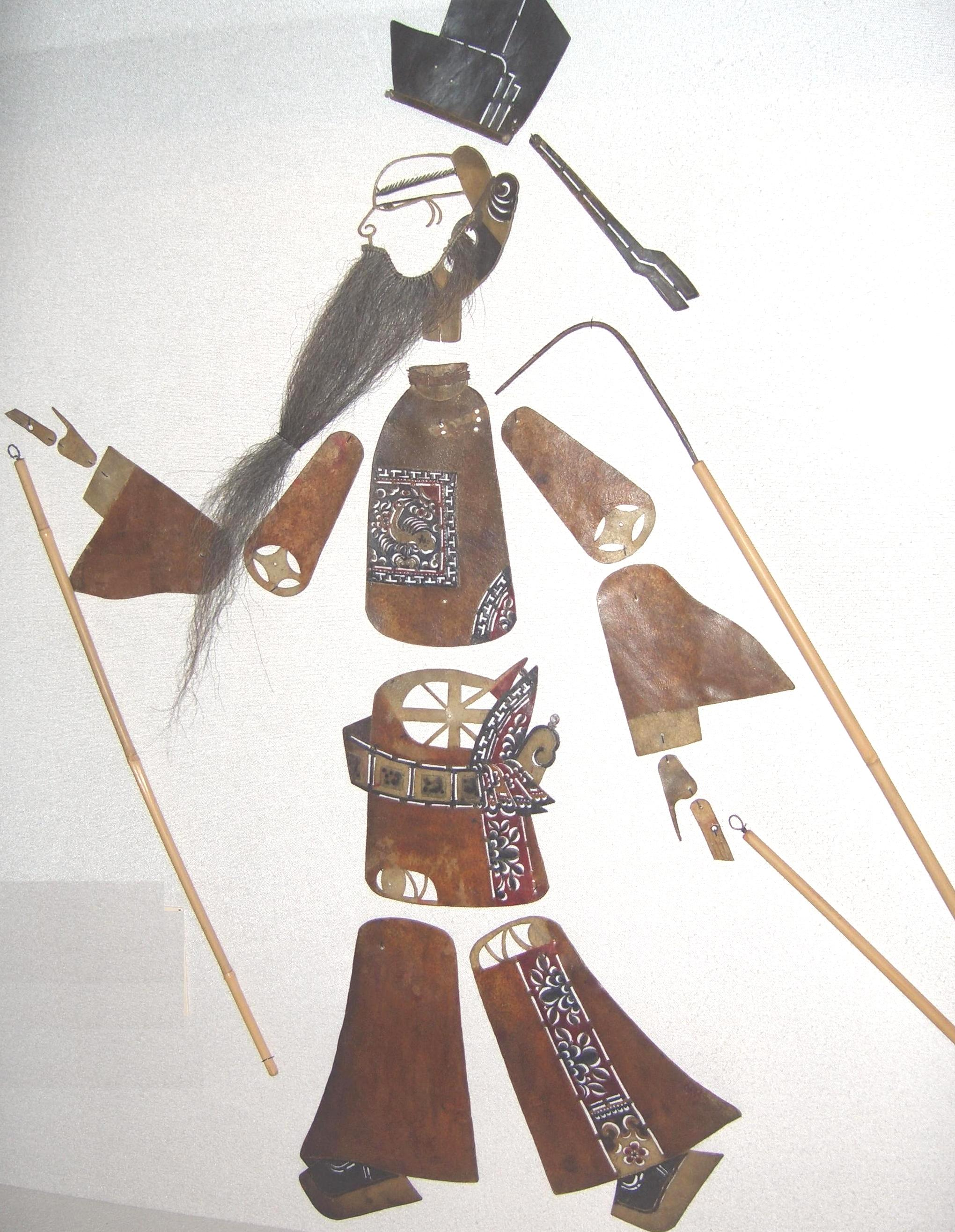
Zerlegte Figur

Während im Schattentheater Kulissen und Gegenstände meist aus einem Stück gefertigt sind, bestehen menschlichen Figuren traditionell aus bis zu neun beweglichen Teilen, wobei paarweise vorkommende Teile nur einfach gezählt werden. Es handelt sich hierbei um
- den Kopf (meist abnehmbar und auf verschiedenen Körpern zu verwenden)
- den Oberkörper
- das Gesäßteil
- Oberarm
- Unterarm
- Hand (in manchen Stilen zweiteilig)
- Bein (in manchen Stilen zweiteilig)
- In Sichuan wird oft auch die Kopfbedeckung extra geschnitten.

Meist werden die Figuren im Seitenprofil dargestellt. Kleidung, Haar- und Barttracht orientieren sich am Vorbild der „großen“ Oper des jeweiligen Regionaltyps. Die Größe die Figuren beträgt 40–70 cm im Weststil und 20–47 cm im Osten. Aufbewahrt werden die Figuren in flachen Mappen (bao), die wiederum gemeinsam mit der übrigen Ausstattung in Kisten oder Bündeln transportiert werden.

### Herstellung
Als Werkstoff für die Schattenfiguren herrschte anfangs Papier vor, später trat Pergament, das ist
ungegerbte Tierhaut, an seine Stelle; in der Neuzeit hat sich daneben auch Zelluloid etablieren können.
Die Provenienz der Tierhaut variiert je nach Regionalstil: Im Westen bevorzugte man Rinderhaut, in Peking und dem gesamten Nordosten Eselshaut. Daneben sind teilweise auch Schafs- (Hangzhou) und Schweinehaut (Taiwan) gebräuchlich. Im Allgemeinen verwendete man die relativ dünne und in der Färbung hellere Haut von Mutter- und Jungtieren, die zuerst gereinigt und dann vier Mal abwechselnd gewässert und abgeschabt wird, bis sie schließlich die endgültige Stärke von 0,1 bis 1 mm (bei Rinderhaut: 1,5 bis 2 mm) und damit die erforderliche Transparenz erreicht hat.
Nach dem Trockenen wird das Pergament auf eine feste, aber elastische Unterlage wie ein Holzbrett oder eine Wachstafel aufgespannt. Mit speziellen Messern wird dann das Figurenteil ausgeschnitten, erneut gewässert, angetrocknet und dann in halbfeuchtem Zustand mit einem sog. Dattelholzmesser geglättet, bis es glänzt. Erneut auf die Unterlage aufgespannt, wird nunmehr die Binnenzeichnung herausgeschnitten, wofür dem Künstler fünf verschiedene Messer zur Verfügung stehen, die sich in der Form (vollrund, halbrund, Blütenblatt, Bogen) sowie der Breite (4, 7 oder 10 mm) der Klinge unterscheiden. Sie werden bis auf die Spitze mit Stoff umwickelt und dann wie ein Pinsel geführt.
Im Weststil verwendet man neben Messern auch Loch- und Stanzeisen, was angesichts der größeren Stärke der dort benutzten Rinderhäute nicht zuletzt eine gewisse Arbeitserleichterung darstellt.
Für die Einfärbung und Bemalung der Figurenteile benutzte man ursprünglich mit Leim versetzte pflanzliche Farbstoffe. Grün wurde etwa aus in Essig und Alkohol eingelegten Berberitzenwurzeln gewonnen, Gelb aus den Früchten des Krappstrauches. Heute haben sich aber auch hier weitgehend industrielle hergestellte Kunstfarben durchgesetzt. Das Pergament wird zur Verstärkung der Leuchtkraft beidseitig bemalt. Abschließend werden die Teile noch einmal getrocknet und mit einem Bügeleisen geplättet. Im Pekinger Oststadtstil lackierte man die Teile am Ende noch zur Steigerung der Transparenz mit dem Saft des Holzölbaums. 
An den Gelenken wurden die Einzelteile mit verknoteten Saiten (Schafdarm, wie für Geigensaiten) verbunden. (Das ist ein Merkmal zur Unterscheidung von indonesischen Figuren, dort werden Hornknöpfchen verwendet.) Dann werden die Führungsstäbe aus Holz oder Bambus befestigt. Zuletzt schließlich bringt man Zusatzausstattung wie Bärte, Feder oder dergleichen an.

### Spieltechnik
Bewegt werden die Figuren des Schattentheaters mit an den Gliedern befestigten Holz- oder Bambusstäben, wobei zentrale Bedeutung dem Führungs- bzw. „Lebens“-Stab zukommt. Die Spieler müssen darauf achten, dass die Figuren stets dicht am Schirm geführt werden, da sie sonst unscharf abgebildet werden. Besonders geschickte Spieler sind dazu in der Lage, in jeder Hand bis zu vier Figuren sicher zu führen. Gleichwohl geben sie dabei zahlreiche Details des menschlichen Bewegungsrepertoires naturalistisch wieder und differenzieren etwa zwischen dem „männlichen“ und dem „weiblichen“ Gang.

## Die Bühne
Die Bühne des Schattentheaters besteht in jedem Fall aus einem transparenten Schirm, der ursprünglich aus Maulbeer- oder koreanischem Papier bestand. Daneben haben sich Schirme aus Pergament, Stoff und neuerdings auch Glas etabliert. Die Abmessungen können erheblich variieren und bewegen sich zwischen 40 × 70 cm und 124 × 150 cm, bei modernen Bühnen bis zu 4 m Breite. Als Lichtquelle dienten früher Talg- oder Öllampen, heute indes meist elektrisch betriebene Leuchtgasröhren. 
In der ersten Reihe hinter dem Schirm sitzen bis zu fünf Puppenspieler. Im Ostsstil sind ihre Rollen klar definiert: Neben dem Hauptspieler (Nache) gibt es etwa den „Zureicher“ und Organisator Tieche, während es Aufgabe des Siguche ist, den Einsatz für die – in der zweiten Reihe sitzenden – Musiker zu geben.

## Musik

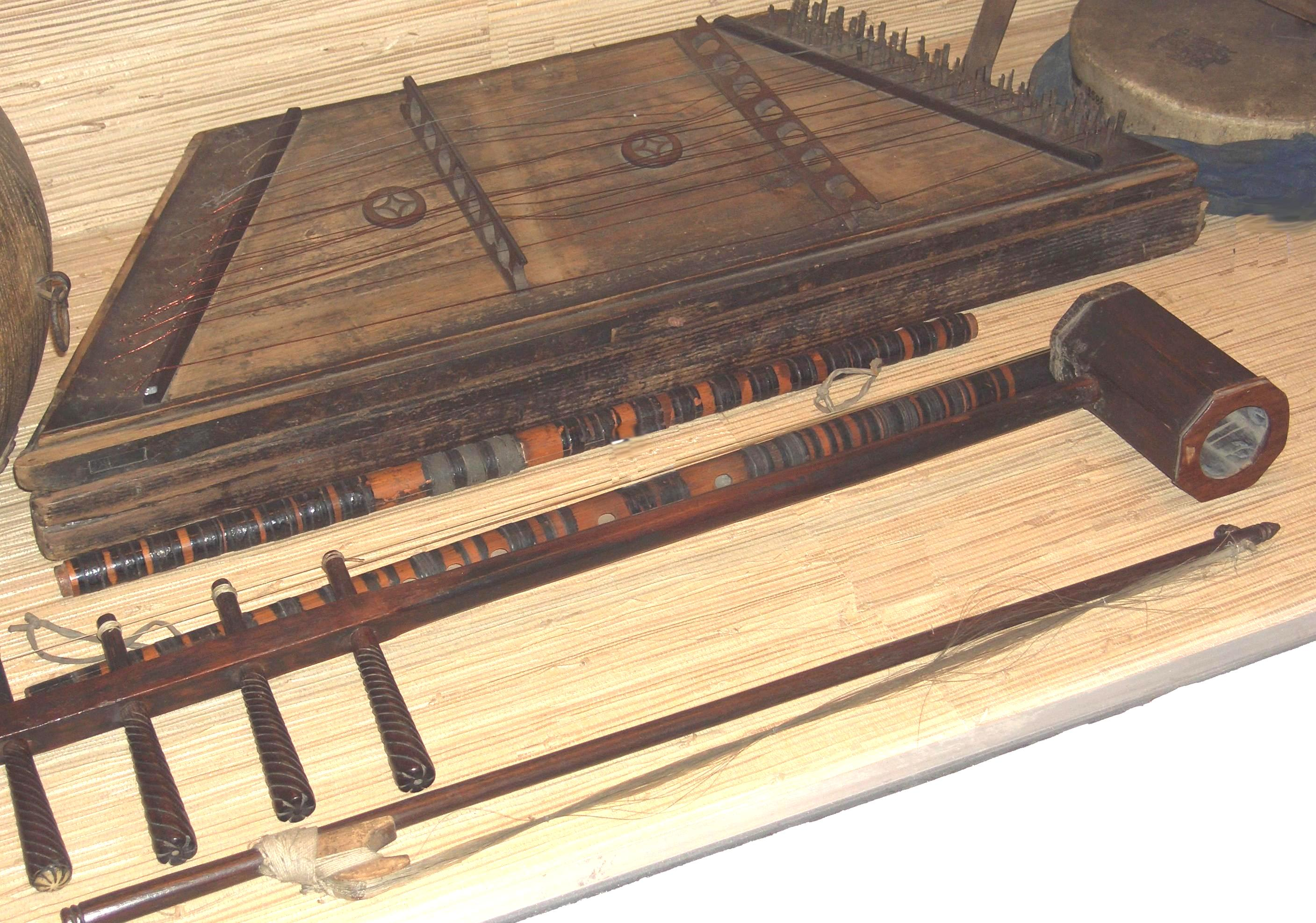
Trapezförmiges Hackbrett yangqin, Bambusquerflöte didse und Röhrenspießgeige sihu mit Streichbogen

Die chinesische Musik des Schattentheaters greift teilweise den Stil der jeweiligen Regionaloper auf, bezieht aber auch volkstümliches Liedgut mit ein. Teilweise wurde auch Musik speziell für das Schattentheater geschrieben. 
Die Instrumentierung differiert je nach Regionalstil; in Peking sind zwei unterschiedlich gestimmte viersaitige Röhrenspießgeigen sihu üblich, dazu die zweisaitige Spießgeige mit Kalebassenresonator huluhu, eine Bambusquerflöte didse, die dreisaitige Spießgeige sanxian sowie das trapezförmige Hackbrett yangqin. Der Gesang obliegt indes nicht nur den Musikern, sondern auch den Puppenspielern selbst. Gesungen wird nicht nur vom Blatt, sondern teilweise auch auswendig, was schon angesichts der oft beträchtlichen Länge der Schattentheaterstücke enorme Anforderungen an das Gedächtnis stellt. Bei den großen modernen Bühnen kommt die Musik vom Band.

## Stoffe
In der Song-Dynastie brachten die Puppentheater vorwiegend historische Stoffe auf die Bühne, wobei sich insbesondere die Periode der Drei Reiche großer Beliebtheit erfreute. In der Ming-Zeit kamen dagegen verstärkt buddhistische Themen dazu. Unter den Qing erfuhr das Schattentheater schließlich eine erhebliche Diversifizierung: Liebes-, Gespenster- und Kriminalgeschichten wurden nunmehr ebenso aufgeführt wie Kampf- und Kriegsepen, daoistische Legenden, Mythologisches oder Humoresken. Daneben kamen auch sozialkritische Stücke in Mode, die etwa Themen wie Amtsmissbrauch, soziale Ungleichheit oder die Unterdrückung der Frau aufgriffen. Zu den beliebtesten Stücken gehörten traditionell stets Die Reise nach dem Westen, Die Weiße Schlange, Die Investitur der Götter sowie Die Generäle der Familie Yang. Die Kommunisten schließlich nutzten das Schattentheater als Propagandainstrument und brachten vor allem revolutionäre und klassenkämpferische Themen auf die Bühne.

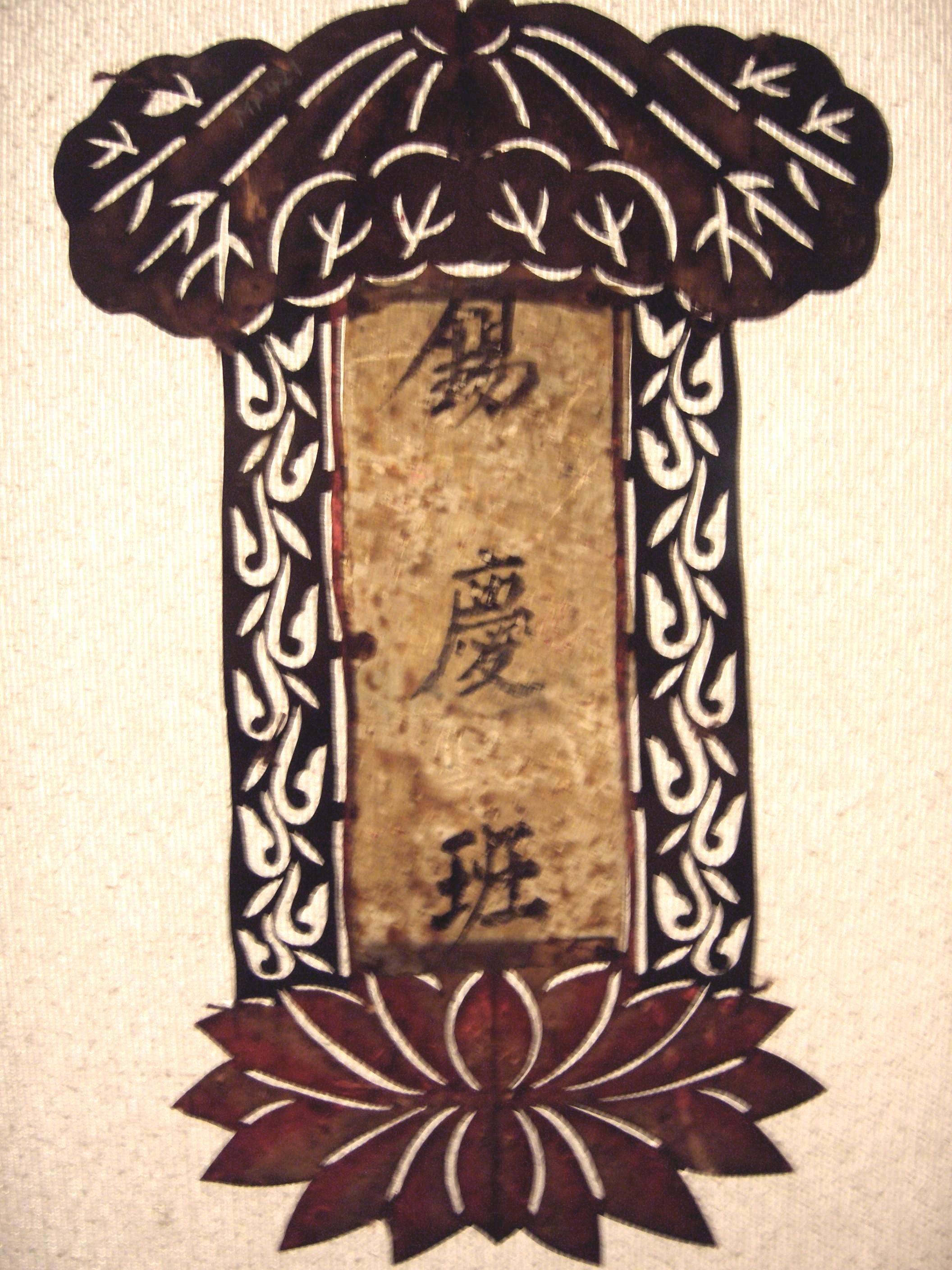
Abzeichen einer Schattenspiel-Truppe, Qing-Dynastie

## Soziale Stellung der Schattenspieler
Ungeachtet der Beliebtheit des Schattentheaters rangierten die Spieler in der sozialen Hierarchie relativ weit unten. Von jeher hat man ihnen sowie ihren Nachkommen bis ins dritte Glied von vornherein den Zutritt zu den kaiserlichen Beamtenprüfungen verwehrt. In den 1920er Jahren wurde auf der Insel Taiwan ein 18 Klassen umfassendes Rangsystem geschaffen, das den Puppentheaterspielern Rang 11 und damit eine Stufe unter den Prostituierten zuweist. 

## Museen
Chinesische Schattenfiguren sind im deutschsprachigen Raum u. a. in folgenden Museen zu sehen:
- Deutsches Ledermuseum, Offenbach; mit Abstand größte Sammlung; u. a. Spielsätze des Qianlong-Kaisers und eines Mandschu-Prinzen
- Museum für Asiatische Kunst, Berlin
- Puppentheatermuseum im Münchner Stadtmuseum, München
- Theaterfigurenmuseum Lübeck
- Museum für PuppentheaterKultur (PuK), Bad Kreuznach